# سلسلة نتوء جبلية

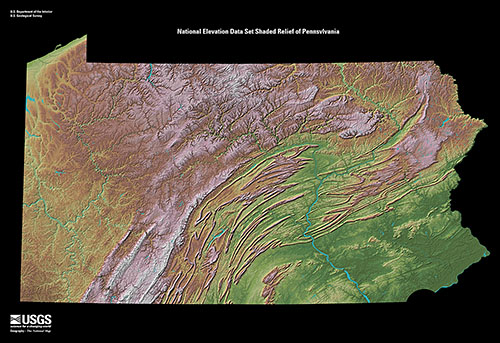
مدى صعوبة المرور غربًا عبر جبال الأبلاشيين حتى اخترقت السكك الحديدية السلاسل المائية الأربعة إلى الجزء الداخلي الغربي من هدسون.

سلسلة نتوء جبلية هو مصطلح فني في علوم الأرض، وخاصة الجيولوجيا وأحيانًا يكون (أكثر شيوعًا كمصطلح جغرافي)  يصف وجود أشكال أرضية تصف خطوط الأرض، خاصة في سياق المشي، في التضاريس الجبلية والتلال الجبلية في بعض الأحيان. مثل المنحدرات المرتفعة أو المنحدرات الحادة لجبهة أليغيني، التي تفصل بين التلال والوادي في مرتفعات هضبة أبالاتشي. حيث أن منطقة التلال والوادي مليئة بسلسلة من التلال لا يمكن الوصول إليها تقريبًا من جورجيا الجنوبية.